# Środki trwałe w budowie
Środki trwale w budowie to ogół kosztów pozostających w bezpośrednim związku z wytworzeniem, nabyciem i adaptacją środków trwałych.
Kategoria ta obejmuje środki trwałe w okresie budowy, montażu oraz ulepszania już istniejącego środka trwałego. Do kosztów budowy można zaliczyć przykładowo koszty:
- nabycia gruntów i innych składników aktywów trwałych oraz koszty związanych z tym prac budowlano-montażowych;
- dokumentacji projektowo-kosztorysowej;
- nadzoru inwestycyjnego;
- odszkodowania z tytułu przesiedlenia osób z terenów przeznaczonych pod inwestycję;
- założenia pierwszej zieleni.

Środki trwałe w budowie obejmują również kupno gotowych środków trwałych wraz z robotami budowlano-montażowymi. Zakupiona maszyna może nie być zakwalifikowana do środków trwałych, jeżeli wymaga dodatkowych prac instalacyjnych.